# Dosens
Dosens (en francès Douzens) és un municipi francès situat al departament de l'Aude i a la regió d'Occitània.